# Basquetebol nos Jogos Olímpicos de Verão de 1980
O basquetebol nos Jogos Olímpicos de Verão de 1980 foi disputado em Moscou, na então União Soviética.
Realizados na arena indoor do Olimpiski Sports Complex e no Palácio dos Esportes do Central Sports Club of the Army o basquete olímpico contou com os torneios masculino e feminino entre 20 e 30 de julho. Com o boicote dos atletas dos Estados Unidos aos Jogos, o torneio masculino de 1980 teve o seu terceiro campeão diferente em toda história. A Iugoslávia derrotou a Itália na decisão e conquistou a medalha de ouro com os soviéticos, campeões olímpicos de 1972, ficando com o bronze.

## Masculino
| Ouro | Prata | Bronze |
| YUG Iugoslávia Andro Knego Dragan Kićanović Rajko Žižić Mihovil Nakić Željko Jerkov Branko Skroče Zoran Slavnić Krešimir Ćosić Ratko Radovanović Duje Krstulović Dražen Dalipagić Mirza Delibašić | ITA Itália Fabrizio Della Fiori Marco Solfrini Marco Bonamico Dino Meneghin Renato Villalta Renzo Vecchiato Pierluigi Marzorati Pietro Generali Romeo Sacchetti Roberto Brunamonti Mike Sylvester Enrico Gilardi | URS União Soviética Stanislav Eremin Valeri Miloserdov Sergei Tarakanov Aleksandr Salnikov Andrei Lopatov Nikolai Deriugin Sergei Belov Vladimir Tkachenko Anatoli Myshkin Sergei Iovaisha Aleksandr Belostenny Vladimir Zhigily |

### Fase preliminar
Na primeira fase as doze equipes participantes dividiram-se em três grupos, onde os dois primeiros colocados de cada avançaram as semifinais e as demais equipes partiam para a classificação de posições. Os resultados obtidos nessa fase valiam em dobro pois também contavam para a classificação dos grupos na semifinal e disputa de 7º a 12º lugares.
|  | Classificados a semifinal |  | Classificados para disputa de 7º-12º |

#### Grupo A
| Equipe                 | Pts | J | V | D | PP  | PC  |
| ---------------------- | --- | - | - | - | --- | --- |
| 1. URS União Soviética | 6   | 3 | 3 | 0 | 321 | 235 |
| 2. BRA Brasil          | 5   | 3 | 2 | 1 | 297 | 235 |
| 3. TCH Checoslováquia  | 4   | 3 | 1 | 2 | 285 | 236 |
| 4. IND Índia           | 3   | 3 | 0 | 3 | 194 | 391 |

| 20 de julho     |        |                 |
| Brasil          | 72–70  | Checoslováquia  |
| Índia           | 65–121 | União Soviética |
| 21 de julho     |        |                 |
| Checoslováquia  | 133–65 | Índia           |
| Brasil          | 88–101 | União Soviética |
| 23 de julho     |        |                 |
| Brasil          | 137–64 | Índia           |
| União Soviética | 99–82  | Checoslováquia  |

#### Grupo B
| Equipe            | Pts | J | V | D | PP  | PC  |
| ----------------- | --- | - | - | - | --- | --- |
| 1. YUG Iugoslávia | 6   | 3 | 3 | 0 | 328 | 249 |
| 2. ESP Espanha    | 5   | 3 | 2 | 1 | 289 | 241 |
| 3. POL Polônia    | 4   | 3 | 1 | 2 | 256 | 297 |
| 4. SEN Senegal    | 3   | 3 | 0 | 3 | 196 | 282 |

| 21 de julho |        |            |
| Senegal     | 67–104 | Iugoslávia |
| Polônia     | 81–104 | Espanha    |
| 22 de julho |        |            |
| Senegal     | 65–94  | Espanha    |
| Iugoslávia  | 129–91 | Polônia    |
| 23 de julho |        |            |
| Senegal     | 64–84  | Polônia    |
| Espanha     | 91–95  | Iugoslávia |

#### Grupo C
| Equipe           | Pts | J | V | D | PP  | PC  |
| ---------------- | --- | - | - | - | --- | --- |
| 1. ITA Itália    | 5   | 3 | 2 | 1 | 248 | 233 |
| 2. CUB Cuba      | 5   | 3 | 2 | 1 | 226 | 214 |
| 3. AUS Austrália | 5   | 3 | 2 | 1 | 224 | 215 |
| 4. SWE Suécia    | 3   | 3 | 0 | 3 | 191 | 227 |

| 20 de julho |       |           |
| Itália      | 92–77 | Suécia    |
| Cuba        | 83–76 | Austrália |
| 21 de julho |       |           |
| Suécia      | 59–71 | Cuba      |
| Itália      | 77–84 | Austrália |
| 23 de julho |       |           |
| Austrália   | 64–55 | Suécia    |
| Itália      | 79–72 | Cuba      |

### Classificação 7º-12º lugares
As seis equipes piores classificadas na fase anteiror disputaram jogos para definir a classificação entre o 7º e o 12º lugares do torneio olímpico de basquetebol masculino.
| Equipe                | Pts | J | V | D | PP  | PC  |
| --------------------- | --- | - | - | - | --- | --- |
| 7. POL Polônia        | 9   | 5 | 4 | 1 | 453 | 359 |
| 8. AUS Austrália      | 9   | 5 | 4 | 1 | 417 | 381 |
| 9. TCH Checoslováquia | 8   | 5 | 3 | 2 | 474 | 377 |
| 10. SWE Suécia        | 8   | 5 | 3 | 2 | 375 | 341 |
| 11. SEN Senegal       | 6   | 5 | 1 | 4 | 345 | 396 |
| 12. IND Índia         | 5   | 5 | 0 | 5 | 329 | 539 |

| 25 de julho    |        |                |
| Polônia        | 113–67 | Índia          |
| Suécia         | 70–64  | Senegal        |
| Austrália      | 91–86  | Checoslováquia |
| 26 de julho    |        |                |
| Senegal        | 81–59  | Índia          |
| Suécia         | 61–83  | Checoslováquia |
| Austrália      | 74–101 | Polônia        |
| 27 de julho    |        |                |
| Suécia         | 119–63 | Índia          |
| Senegal        | 64–95  | Austrália      |
| Checoslováquia | 84–88  | Polônia        |
| 28 de julho    |        |                |
| Índia          | 75–93  | Austrália      |
| Checoslováquia | 88–72  | Senegal        |
| Suécia         | 70–67  | Polônia        |

### Semifinal
As seis equipes mais bem colocadas na fase anterior formaram um grupo na semifinal. Os dois times com o maior número de pontos seguiam para a disputa da medalha de ouro e os classificados entre o terceiro e o quarto lugares para a medalha de bronze.
|  | Classificados a disputa do ouro |  | Classificados a disputa do bronze |

| Equipe                 | Pts | J | V | D | PP  | PC  |
| ---------------------- | --- | - | - | - | --- | --- |
| 1. YUG Iugoslávia      | 10  | 5 | 5 | 0 | 506 | 442 |
| 2. ITA Itália          | 8   | 5 | 3 | 2 | 419 | 438 |
| 3. URS União Soviética | 8   | 5 | 3 | 2 | 505 | 468 |
| 4. ESP Espanha         | 7   | 5 | 2 | 3 | 488 | 485 |
| 5. BRA Brasil          | 7   | 5 | 2 | 3 | 448 | 477 |
| 6. CUB Cuba            | 5   | 5 | 0 | 5 | 434 | 490 |

| 25 de julho     |         |            |
| Brasil          | 94–93   | Cuba       |
| União Soviética | 119–102 | Espanha    |
| Iugoslávia      | 102–81  | Itália     |
| 26 de julho     |         |            |
| Espanha         | 110–81  | Brasil     |
| Cuba            | 84–112  | Iugoslávia |
| União Soviética | 85–87   | Itália     |
| 27 de julho     |         |            |
| Cuba            | 95–96   | Espanha    |
| União Soviética | 91–101  | Iugoslávia |
| Itália          | 77–90   | Brasil     |
| 29 de julho     |         |            |
| Espanha         | 89–95   | Itália     |
| União Soviética | 109–90  | Cuba       |
| Brasil          | 95–96   | Iugoslávia |

### Disputa do bronze
| 30 de julho     |        |         |
| União Soviética | 117–94 | Espanha |

### Final
| 30 de julho |       |        |
| Iugoslávia  | 86–77 | Itália |

### Classificação final
| Pos.   | País                |
| ------ | ------------------- |
| Ouro   | YUG Iugoslávia      |
| Prata  | ITA Itália          |
| Bronze | URS União Soviética |
| 4      | ESP Espanha         |
| 5      | BRA Brasil          |
| 6      | CUB Cuba            |
| 7      | POL Polônia         |
| 8      | AUS Austrália       |
| 9      | TCH Checoslováquia  |
| 10     | SWE Suécia          |
| 11     | SEN Senegal         |
| 12     | IND Índia           |

## Feminino
| Ouro | Prata | Bronze |
| URS União Soviética Angelė Rupšienė Lyubov Sharmay Vida Bēselienė Olga Barysheva-Korostelyova Tatyana Ovechkina Nadezhda Shuvayeva-Olkhova Uļjana Semjonova Lyudmila Rogozhina Nelli Feryabnikova Olga Sukharnova Tatyana Zakharova-Nadyrova Tatyana Ivinskaya | BUL Bulgária Nadka Golcheva Penka Metodieva Petkana Makaveeva Snezhana Mikhaylova Vanya Dermendzhieva Krasimira Bogdanova Angelina Mikhaylova Diana Braynova Evladiya Slavcheva-Stefanova Kostadinka Radkova Silviya Germanova Penka Stoyanova | YUG Iugoslávia Vera Đurašković Mersada Bećirspahić Jelica Komnenović Mira Bjedov Vukica Mitić Sanja Ožegović Sofija Pekić Marija Tonković Zorica Đurković Vesna Despotović Biljana Majstorović Jasmina Perazić |

### Fase preliminar
| Equipe                 | Pts | J | V | D | PP  | PC  |
| ---------------------- | --- | - | - | - | --- | --- |
| 1. URS União Soviética | 10  | 5 | 5 | 0 | 553 | 316 |
| 2. BUL Bulgária        | 9   | 5 | 4 | 1 | 440 | 405 |
| 3. YUG Iugoslávia      | 8   | 5 | 3 | 2 | 356 | 364 |
| 4. HUN Hungria         | 7   | 5 | 2 | 3 | 344 | 407 |
| 5. CUB Cuba            | 6   | 5 | 1 | 4 | 346 | 403 |
| 6. ITA Itália          | 5   | 5 | 0 | 5 | 308 | 452 |

| 20 de julho     |        |                 |
| Itália          | 65–102 | Bulgária        |
| Iugoslávia      | 62–97  | União Soviética |
| Cuba            | 66–76  | Hungria         |
| 22 de julho     |        |                 |
| Cuba            | 81–85  | Iugoslávia      |
| Bulgária        | 83–122 | União Soviética |
| Itália          | 70–83  | Hungria         |
| 24 de julho     |        |                 |
| Hungria         | 48–61  | Iugoslávia      |
| Bulgária        | 84–64  | Cuba            |
| Itália          | 53–119 | União Soviética |
| 25 de julho     |        |                 |
| Itália          | 57–69  | Iugoslávia      |
| 26 de julho     |        |                 |
| União Soviética | 95–56  | Cuba            |
| 27 de julho     |        |                 |
| Hungria         | 75–90  | Bulgária        |
| 28 de julho     |        |                 |
| Itália          | 63–79  | Cuba            |
| Iugoslávia      | 79–81  | Bulgária        |
| União Soviética | 120–62 | Hungria         |

### Disputa do bronze
| 30 de julho |       |         |
| Iugoslávia  | 68–65 | Hungria |

### Final
| 30 de julho     |        |          |
| União Soviética | 104–73 | Bulgária |

### Classificação final
| Pos.   | País                |
| ------ | ------------------- |
| Ouro   | URS União Soviética |
| Prata  | BUL Bulgária        |
| Bronze | YUG Iugoslávia      |
| 4      | HUN Hungria         |
| 5      | CUB Cuba            |
| 6      | ITA Itália          |

## Referência
- (em inglês) Relatório oficial dos Jogos Olímpicos de Moscou 1980